# Arrondissement Rochechouart
Das Arrondissement Rochechouart ist eine französische Verwaltungseinheit im Département Haute-Vienne innerhalb der Region Nouvelle-Aquitaine. Verwaltungssitz (Unterpräfektur) ist Rochechouart.
Im Arrondissement liegen zwei Wahlkreise und 30 Gemeinden.

## Wahlkreise
- Kanton Rochechouart
- Kanton Saint-Junien

## Gemeinden
| 1. Chaillac-sur-Vienne (87030)      | 2. Champagnac-la-Rivière (87034)     | 3. Champsac (87036)               | 4. Chéronnac (87044)                |
| 5. Cognac-la-Forêt (87046)          | 6. Cussac (87054)                    | 7. Dournazac (87060)              | 8. Gorre (87073)                    |
| 9. Javerdat (87078)                 | 10. La Chapelle-Montbrandeix (87037) | 11. Les Salles-Lavauguyon (87189) | 12. Maisonnais-sur-Tardoire (87091) |
| 13. Marval (87092)                  | 14. Oradour-sur-Glane (87110)        | 15. Oradour-sur-Vayres (87111)    | 16. Pensol (87115)                  |
| 17. Rochechouart (87126)            | 18. Saillat-sur-Vienne (87131)       | 19. Saint-Auvent (87135)          | 20. Saint-Bazile (87137)            |
| 21. Saint-Brice-sur-Vienne (87140)  | 22. Saint-Cyr (87141)                | 23. Sainte-Marie-de-Vaux (87162)  | 24. Saint-Junien (87154)            |
| 25. Saint-Laurent-sur-Gorre (87158) | 26. Saint-Martin-de-Jussac (87164)   | 27. Saint-Mathieu (87168)         | 28. Saint-Victurnien (87185)        |
| 29. Vayres (87199)                  | 30. Videix (87204)                   |                                   |                                     |